# Маний Лаберий Максим
Ма́ний Лабе́рий Ма́ксим (лат. Manius Laberius Maximus; умер после 117 года) — древнеримский военный и государственный деятель I и II веков нашей эры при императорах Домициане и Траяне.

## Биография
Родился в знатной плебейской семье: его предполагаемый дед, Луций Лаберий Максим, был судьей, а отец, также Луций Лаберий Максим, занимал такие высокие посты, как префект анноны, префект Египта и префект претория в 80—84 годах.
Маний Лаберий Максим был консулом-суффектом в 89 году, возможно, также легатом в Нумидии, после чего занимал пост губернатора Мёзии в 100—101 годах. Он участвовал в качестве полководца в Дакийских войнах Траяна и за свои заслуги в 103 году во второй раз стал консулом вместе с самим императором Траяном. Однако когда императором стал Адриан, Лаберий Максим был отправлен в изгнание из-за подозрений в заговоре.
Имя жены Лаберий Максима неизвестно. Его единственная дочь, Лаберия Гостилия Криспина, стала наследницей всего его состояния.